# Słownik T9

standardowa klawiatura telefonów komórkowych

Słownik T9 (od ang. Text on 9 keys) – słownik wykorzystywany przy tzw. metodzie słownikowej wpisywania tekstu w telefonie komórkowym. Opatentowana przez Tegic Communications. Metoda słownikowa przyspiesza wpisywanie tekstu na klawiaturze o 8 przyciskach znaczących. By wpisać słowo, naciska się odpowiednie klawisze jednokrotnie.
Przykład: standardowo, aby wpisać słowo trawniki, trzeba nacisnąć klawisze 16 razy (kolejno: 8777296644455444), natomiast przy pomocy słownika T9 tylko 8 razy (87296454).
Dodatkowo, jeśli wyrazy mają taką samą reprezentację w słowniku (tzn. składają się na nie te same klawisze w tej samej kolejności), słownik umożliwia wybór właściwego słowa z listy słów pasujących do sekwencji naciśniętych klawiszy, np. klawiszem * w telefonach Nokia, klawiszem 0 w telefonach Samsung, prawym klawiszem funkcyjnym w telefonach Siemens, lub joystickiem w Sony Ericssonie. Przykłady takich wyrazów to:
| klasa | klapa | klara | 55272 |
| plan  | skan  | —     | 7526  |
| agata | chata | —     | 24282 |
| rejs  | seks  | pejs  | 7357  |

W razie nieistnienia odpowiedniego wyrazu w słowniku można wpisać go metodą tradycyjną i zostanie on dodany do słownika.